# Agromyza potenillae
Agromyza potenillae este o specie de muște din genul Agromyza, familia Agromyzidae. A fost descrisă pentru prima dată de Johann Heinrich Kaltenbach în anul 1864.
Este endemică în Germania. Conform Catalogue of Life specia Agromyza potenillae nu are subspecii cunoscute.